# Florentino Pombo y Pombo
Florentino Pombo y Pombo (1863 - Guadalajara, 25 de julio de 1936) fue un senador español.

## Biografía
Hijo del matrimonio entre primos-hermanos que unió a Pedro Pombo Fernández de Bustamante con Dolores Pombo de Villameriel, fue senador por la Provincia de Palencia y diputado a Cortes en las legislaturas de 1893 y 1898 por la misma provincia. Se casó el 7 de agosto de 1912 con María Teresa Romero-Robledo y Zulueta, hija del Ministro y Presidente del Congreso de los Diputados conservador Francisco Romero Robledo y de Josefa de Zulueta y Sarria. Fueron padres de Pedro, Francisco, Florentino y José Manuel Pombo y Romero-Robledo y enviudó el 26 de febrero de 1934.
Primo-hermano del alcalde de Madrid, Manuel Semprún y Pombo, fue senador por la provincia de Palencia en la legislatura 1910-1911.

## Guerra Civil
Fue asesinado durante la guerra civil española en Guadalajara el 25 de julio de 1936, a los 73 años. Dos de sus hijos tampoco sobrevivieron al final de la guerra: Pedro (sacado de la Cárcel Modelo el 7 de noviembre de 1936 y asesinado a los 25 años) y Francisco (muerto en Retamares, frente de Madrid, el 3 de diciembre de 1936 combatiendo con el Ejército Nacional, a los 22 años).